# Brome and Oakley
Brome and Oakley är en civil parish i Mid Suffolk i Suffolk i England. Civil parish har 475 invånare (2011).